# Liste des épisodes des Incroyables Pouvoirs d'Alex
Cet article présente la liste des épisodes de la série télévisée Les Incroyables Pouvoirs d'Alex.
Il s'agit d'une série télévisée américaine diffusée sur Nickelodeon du 8 octobre 1994 au 15 janvier 1998,.
Elle a également été diffusée sur YTV au Canada et NHK au Japon, et a été un incontournable des programmes jeunesse en semaine pendant une grande partie du milieu à la fin des années 1990 sur l'Australian Broadcasting Corporation.
Des rediffusions de la série ont été diffusées en 2003 sur TeenNick, mais elle y a rapidement été remplacée.
En France la série fut d'abord diffusée sur France 2 à partir du 4 septembre 1996 au 1er septembre 2000 le mercredi matin (et tous les jours durant les vacances scolaires) dans La Planète de Donkey Kong, puis du 7 octobre 2000 au 30 juin 2001 le samedi matin dans Diddy@.cool et du 29 septembre 2001 au 25 octobre 2002 le samedi matin dans TD2A.
La série a été produite par Thomas Lynch et John Lynch de Lynch Entertainment, produite par RHI Entertainment, Hallmark Entertainment et Nickelodeon Productions, et a été co-créée par Tom Lynch et Ken Lipman.
Au cours de la série, 78 épisodes ont été diffusés sur quatre saisons.

## Aperçu de la série
| Saison | Épisodes | Première (US)           | Dernière (US)            | Première (FR)             | Dernière (FR)            |
| ------ | -------- | ----------------------- | ------------------------ | ------------------------- | ------------------------ |
| 1      | 13       | Samedi 8 octobre 1994   | Samedi 4 février 1995    | Mercredi 4 septembre 1996 | Mercredi 6 novembre 1996 |
| 2      | 19       | Samedi 14 octobre 1995  | Samedi 28 septembre 1996 | Lundi 11 novembre 1996    | Mercredi 12 février 1997 |
| 3      | 26       | Samedi 5 octobre 1996   | Mardi 4 mars 1997        | Vendredi 3 janvier 1997   | Jeudi 19 février 1998    |
| 4      | 20       | Mardi 23 septembre 1997 | Jeudi 15 janvier 1998    | Samedi 28 février 1998    | Samedi 12 décembre 1998  |

## Saison 1 (1994-1995)
Les treize épisodes de la saison 1 sont dans le tableau ci-dessous:
| Numéro de l'épisode | Numéro de l'épisode | Numéro de l'épisode | Titre de l'épisode          | Titre de l'épisode                                     | Réalisation          | Scénario                          | Date de 1ère diffusion  | Date de 1ère diffusion     |
| en général          | dans la saison | de production       | États-Unis                  | France                                                 | Réalisation          | Scénario                          | États-Unis              | France                     |
| ------------------- | --- | ------------------- | --------------------------- | ------------------------------------------------------ | -------------------- | --------------------------------- | ----------------------- | -------------------------- |
| 1                   | 1.01 | 101                 | The Accident                | L’Accident                                             | Peter Lauer          | Ken Lipman & Thomas W. Lynch      | Samedi 8 octobre 1994   | Mercredi 4 septembre 1996  |
| 1                   | Après une première journée de collège misérable, la jeune Alex Mack se découvrent des pouvoirs exceptionnels après avoir été accidentellement aspergée par un produit chimique expérimental. |                     |                             |                                                        |                      |                                   |                         |                            |
| 2                   | 1.02 | 103                 | Hoop War                    | Le Défi                                                | Christopher T. Welch | Thomas W. Lynch                   | Samedi 15 octobre 1994  | Mercredi 11 septembre 1996 |
| 2                   | Après avoir été accusés d'une bataille de nourriture à la cafétéria qu'ils n'ont pas déclenchée, Alex et Ray défient les vrais coupables à un match de basket-ball pour décider qui nettoiera le désordre. |                     |                             |                                                        |                      |                                   |                         |                            |
| 3                   | 1.03 | 102                 | Shock Value                 | Le Projet                                              | Peter Lauer          | Brian Hargrove & Jack Kenny       | Samedi 22 octobre 1994  | Mercredi 25 septembre 1996 |
| 3                   | Toujours procrastinatrice, Alex remet son projet scientifique à la dernière minute. Mais lorsqu'elle le présente avec l'aide de ses pouvoirs (et qu'elle se trouve dans l'incapacité d'expliquer son résultat remarquable), elle est accusée de tricherie. |                     |                             |                                                        |                      |                                   |                         |                            |
| 4                   | 1.04 | 110                 | The Videotape               | La Cassette                                            | Allison Liddi        | Magda Liolis                      | Samedi 5 novembre 1994  | Mercredi 30 octobre 1996   |
| 4                   | Lors d'une sortie scolaire à l'usine chimique de Paradise Valley, Alex utilise de ses pouvoirs sans le savoir devant une caméra. Elle doit maintenant s'infiltrer et récupérer la cassette avant que la direction de l'usine puisse la visionner. |                     |                             |                                                        |                      |                                   |                         |                            |
| 5                   | 1.05 | 106                 | School Dance                | Le Premier bal                                         | Allison Liddi        | Ken Lipman                        | Samedi 12 novembre 1994 | Jeudi 31 octobre 1996      |
| 5                   | Alex est déterminé à aller au bal de l'école avec Scott, mais doit rivaliser avec Jessica pour son affection. |                     |                             |                                                        |                      |                                   |                         |                            |
| 6                   | 1.06 | 107                 | Science Fair                | Travaux pratiques                                      | Sean McNamara        | Ken Lipman & Thomas W. Lynch      | Samedi 19 novembre 1994 | Mercredi 18 septembre 1996 |
| 6                   | Le projet scientifique d'Annie a été sélectionné pour la foire scientifique annuelle de l'usine, et Alex est obligé de venir l'encourager. Cependant, Carlton, le neveu de Danielle Atron, est bien décidé à gagner et fait accuser Alex d'avoir saboté le projet d'Annie. |                     |                             |                                                        |                      |                                   |                         |                            |
| 7                   | 1.07 | 105                 | False Alarms                | Fausse alerte                                          | Sean McNamara        | Neena Beber                       | Samedi 3 décembre 1994  | Mercredi 9 octobre 1996    |
| 7                   | C'est l'heure des partiels au collège Atron, et Libby, la plus populaire du lycée, préfère sécher les cours plutôt que d'étudier. Cherchant à s'éclipser, Libby déclenche l'alarme incendie et demande à Alex d'assumer la responsabilité. |                     |                             |                                                        |                      |                                   |                         |                            |
| 8                   | 1.08 | 109                 | The Feud                    | Le Concert                                             | Christopher T. Welch | Ken Lipman & Sean McNamara        | Samedi 10 décembre 1994 | Mercredi 16 octobre 1996   |
| 8                   | Lorsqu'Alex gagne deux places de concert à la radio, Ray est déçu d'apprendre qu'Alex emmène Nicole au concert à sa place. Désespéré d'avoir sa propre place, Ray tombe sur un prospectus de l'usine offrant une récompense à quiconque révélerait l'identité de l'enfant impliqué dans l'accident. Il tente alors d'inventer une histoire suffisamment convaincante pour toucher la récompense sans révéler à l'usine que l'enfant est Alex. |                     |                             |                                                        |                      |                                   |                         |                            |
| 9                   | 1.09 | 108                 | Alex and Mom                | La Grande pagaille                                     | Paul Hoen            | Christine Ecklund & Keith Hoffman | Samedi 7 janvier 1995   | Mercredi 23 octobre 1996   |
| 9                   | Alex « désorganise » les dossiers de sa mère après une violente dispute, ce qui manque de lui faire perdre son emploi à l'usine. Plein de remords, Alex tente de se racheter lorsque la dernière chance de Barbara de sauver la face semble vouée à l'échec. |                     |                             |                                                        |                      |                                   |                         |                            |
| 10                  | 1.10 | 104                 | Cold Day in Paradise Valley | Coup de froid à Paradise Valley alias L’Enfant du mois | Christopher T. Welch | Christine Ecklund & Keith Hoffman | Samedi 14 janvier 1995  | Mercredi 2 octobre 1996    |
| 10                  | Alex est enrhumée et ses pouvoirs s'affolent. Avec un journaliste (et espion de l'usine) dans la maison qui tente de l'interviewer pour un article de journal, Alex se retrouve piégée. |                     |                             |                                                        |                      |                                   |                         |                            |
| 11                  | 1.11 | 112                 | Annie Bails                 | Faux départ                                            | Ron Oliver           | Christine Ecklund & Keith Hoffman | Samedi 21 janvier 1995  | Mardi 29 octobre 1996      |
| 11                  | Annie se rend à un entretien d'admission à l'université, tandis qu'Alex doit faire face à des spasmes de morphing incontrôlables sans son aide. |                     |                             |                                                        |                      |                                   |                         |                            |
| 12                  | 1.12 | 111                 | The Solo                    | L’Audition                                             | Leslie Hill          | Jennifer Wharton                  | Samedi 28 janvier 1995  | Lundi 28 octobre 1996      |
| 12                  | Ray est choisi pour se produire au récital musical du collège, mais son trac se manifeste au pire moment. Alex parviendra-t-il à sauver le spectacle ? |                     |                             |                                                        |                      |                                   |                         |                            |
| 13                  | 1.13 | 113                 | Road Trip                   | La Promenade                                           | Thomas W. Lynch      | Ken Lipman & Thomas W. Lynch      | Samedi 4 février 1995   | Mercredi 6 novembre 1996   |
| 13                  | Dans l'espoir de mieux se comprendre, Alex et son père partent en voyage dans les montagnes. |                     |                             |                                                        |                      |                                   |                         |                            |

## Saison 2 (1995-1996)
Les vingt épisodes de la saison 2 sont synthétisés dans le tableau ci-dessous :
| Numéro de l'épisode | Numéro de l'épisode | Numéro de l'épisode | Titre de l'épisode               | Titre de l'épisode                     | Réalisation          | Scénario                     | Date de 1ère diffusion   | Date de 1ère diffusion    |
| en général          | dans la saison | de production       | États-Unis                       | France                                 | Réalisation          | Scénario                     | États-Unis               | France                    |
| ------------------- | --- | ------------------- | -------------------------------- | -------------------------------------- | -------------------- | ---------------------------- | ------------------------ | ------------------------- |
| 14                  | 2.01 | 203                 | The Journal                      | Le Journal                             | Christopher T. Welch | Ken Lipman & Thomas W. Lynch | Samedi 14 octobre 1995   | Lundi 11 novembre 1996    |
| 14                  | Depuis l'accident, Alex tient un journal de tout ce qui lui est arrivé. Lorsqu'elle l'oublie dans un sac qu'Annie apporte sans le savoir à Alex au collège, elle se retrouve dans une situation très délicate.                                 |                     |                                  |                                        |                      |                              |                          |                           |
| 15                  | 2.02 | 205                 | Double Bogey                     | Le Tournoi de golf                     | Paul Tassie          | Matt Dearborn                | Samedi 14 octobre 1995   | Mercredi 13 novembre 1996 |
| 15                  | Alex et son père participent au tournoi de golf père-fille de l'usine. |                     |                                  |                                        |                      |                              |                          |                           |
| 16                  | 2.03 | 205                 | New Kid in Town                  | Le Nouveau venu                        | Allison Liddi        | Anna MacGregor               | Samedi 21 octobre 1995   | Mercredi 20 novembre 1996 |
| 16                  | Ray se lie d'amitié avec le nouveau venu, Louis Driscoll, qui a déménagé de Cincinnati. Alex devient alors rapidement agacée et jalouse du fait que Ray passe plus de temps avec lui.                                                          |                     |                                  |                                        |                      |                              |                          |                           |
| 17                  | 2.04 | 210                 | The Secret                       | Le Secret de la maison hantée          | Paul Tassie          | Thomas W. Lynch              | Samedi 28 octobre 1995   | Mercredi 27 novembre 1996 |
| 17                  | Après avoir été convaincue d'explorer la nuit d'Halloween une maison depuis longtemps abandonnée, Alex se retrouve face à face avec un fantôme.                                                                                                |                     |                                  |                                        |                      |                              |                          |                           |
| 18                  | 2.05 | 204                 | Suspect                          | Argent de poche                        | Allison Liddi        | Brian Hargrove & Jack Kenny  | Samedi 4 novembre 1995   | Mercredi 4 décembre 1996  |
| 18                  | Dans l'espoir de gagner rapidement un peu d'argent, accepte de garder la terrible petite sœur de Kelly Phillips, sa rivale hautaine auprès de Scott.                                                                                           |                     |                                  |                                        |                      |                              |                          |                           |
| 19                  | 2.06 | 212                 | Pressure                         | Surveillance rapprochée                | Paul Hoen            | Ken Lipman                   | Samedi 11 novembre 1995  | Mercredi 11 décembre 1996 |
| 19                  | Pour aider Nicole qui stresse pour passer son prochaine contrôle de mathématiques, Alex se procure une copie du sujet. Pendant ce temps, son père commence tout juste à découvrir les propriétés mutagènes du GC-161.                          |                     |                                  |                                        |                      |                              |                          |                           |
| 20                  | 2.07 | 207                 | The Secret World of Ray Alvarado | Les Incroyables pouvoirs de Ray Alvaro | Christopher T. Welch | Ken Lipman                   | Samedi 18 novembre 1995  | Mercredi 18 décembre 1996 |
| 20                  | A la suite d'un étrange accident, Alex perd ses pouvoirs au profit de Ray. Malheureusement, celui-ci est loin d'avoir la même maîtrise de soi qu'Alex.                                                                                         |                     |                                  |                                        |                      |                              |                          |                           |
| 21                  | 2.08 | 208                 | Rat Trap                         | La Course                              | Linda Shayne         | Carolyn Quinn                | Samedi 2 décembre 1995   | Samedi 21 décembre 1996   |
| 21                  | Alex a intégré l'équipe d'athlétisme du collège. Désormais, tout le monde à Paradise Valley attend avec impatience sa performance unique… y compris la très soupçonneuse Danielle Atron.                                                       |                     |                                  |                                        |                      |                              |                          |                           |
| 22                  | 2.09 | 201                 | Busted                           | La Punition                            | Christopher T. Welch | Bernie Ancheta               | Samedi 9 décembre 1995   | Lundi 23 décembre 1996    |
| 22                  | Condamnée à rester à la maison tout le weekend pour être restée dehors trop tard, Alex se faufile pour une soirée en ville et s'attire encore plus d'ennuis.                                                                                   |                     |                                  |                                        |                      |                              |                          |                           |
| 23                  | 2.10 | 218                 | The Gift                         | Joyeux Noël                            | Paul Tassie          | Ken Lipman & Thomas W. Lynch | Samedi 23 décembre 1995  | Mardi 24 décembre 1996    |
| 23                  | Alex et son père découvrent que le faste et le glamour sont loin d'être les seuls atouts de la fête de Noël. Pendant ce temps, Dave tente d'offrir un chimpanzé à Vince, mais le chaos s'installe lorsque le singe ingère une fiole de GC-161. |                     |                                  |                                        |                      |                              |                          |                           |
| 24                  | 2.11 | 209                 | Ray Goes to Washington           | Droit au but                           | Christopher T. Welch | Matt Dearborn                | Samedi 30 décembre 1995  | Jeudi 26 décembre 1996    |
| 24                  | Ray lance sa campagne pour être délégué de sa classe 4ème, mais apprend rapidement le monde brutal de la politique. |                     |                                  |                                        |                      |                              |                          |                           |
| 25                  | 2.12 | 211                 | Trophy Case                      | Le Trophée                             | Allison Liddi        | Matt Dearborn                | Samedi 6 janvier 1996    | Vendredi 27 décembre 1996 |
| 25                  | Jalouse des réalisations d'Annie, Alex se met en quête de réaliser son propre exploit tandis que sa sœur rencontre son premier échec. |                     |                                  |                                        |                      |                              |                          |                           |
| 26                  | 2.13 | 217                 | On the Rocks                     | Séduction                              | Jeff Blyth           | Mindy Schneider              | Samedi 13 janvier 1996   | Samedi 28 décembre 1996   |
| 26                  | La tentative d'Annie d'impressionner Bryce, son amoureux, lors d'une escalade la laisse littéralement suspendue à une corde dans le vide. Alex parviendra-t-elle à sauver la vie de sa sœur aînée ?                                            |                     |                                  |                                        |                      |                              |                          |                           |
| 27                  | 2.14 | 213                 | Saturn                           | Les Anneaux de Saturne                 | Paul Tassie          | Matt Dearborn                | Samedi 20 juillet 1996   | Lundi 30 décembre 1996    |
| 27                  | Les tentatives d'Alex pour inviter Scott au bal sont continuellement ruinées par son père. |                     |                                  |                                        |                      |                              |                          |                           |
| 28                  | 2.15 | 214                 | Mack TV                          | Silence, on tourne                     | Paul Hoen            | Dorie D'Amore                | Samedi 27 juillet 1996   | Mardi 31 décembre 1996    |
| 28                  | La vidéo de Ray montrant les pouvoirs d'Alex en action va accidentellement être présentée au Concours du meilleur film du collège. Le jury est composé de Danielle et Vince !                                                                  |                     |                                  |                                        |                      |                              |                          |                           |
| 29                  | 2.16 | 220                 | The Party                        | La Surprise-partie                     | Jeff Blyth           | Danielle Gantner             | Samedi 3 août 1996       | Jeudi 2 janvier 1997      |
| 29                  | Alors que les parents d'Alex sont dans un spa pour le week-end, Kelly obtient la confiance d'Alex suffisamment longtemps pour organiser une fête chez elle et s'enfuir lorsque les choses tournent mal.                                        |                     |                                  |                                        |                      |                              |                          |                           |
| 30                  | 2.17 | 216                 | Carnival                         | Le Carnaval                            | Linda Shayne         | Anna MacGregor               | Samedi 10 août 1996      | Mercredi 1er janvier 1997 |
| 30                  | Annie renonce à emmener Alex au carnaval au profit de Bryce, tandis que Danielle supporte un ancien employé devenu inspecteur du gouvernement qui tente activement de faire fermer l'usine.                                                    |                     |                                  |                                        |                      |                              |                          |                           |
| 31                  | 2.18 | 215                 | Local Hero'                      | Le Héros                               | Allison Liddi        | Joe Purdy & Rick Gitelson    | Samedi 14 septembre 1996 | Mercredi 22 janvier 1997  |
| 31                  | Un jeune enfant est sauvé d'une mort certaine par Alex, Ray et Louis, mais seul ce dernier reçoit tout le mérite. En réaction, l'usine reporte ses soupçons sur lui.                                                                           |                     |                                  |                                        |                      |                              |                          |                           |
| 32                  | 2.19 | 221                 | World Without Alex               | Un monde sans Alex                     | Paul Tassie          | Peter Egan                   | Samedi 21 septembre 1996 | Mercredi 5 février 1997   |
| 32                  | Quand Alex devient convaincue que le monde serait meilleur sans elle, elle se retrouve soudain à voir un monde dans lequel elle n'a même jamais existé.                                                                                        |                     |                                  |                                        |                      |                              |                          |                           |
| 33                  | 2.20 | 206                 | Nerve                            | Les Champions                          | Paul Hoen            | Peter Egan                   | Samedi 28 septembre 1996 | Mercredi 12 février 1997  |
| 33                  | Face au redoutable « Rooney Runabout » du collège Atron, Robyn est convaincue qu'elle ne réussira jamais son éducation physique. C'est à Alex de redonner espoir à son amie.                                                                   |                     |                                  |                                        |                      |                              |                          |                           |

## Saison 3 (1996-1997)
Les vingt-cinq épisodes de la saison 3 sont synthétisés dans le tableau ci-dessous:
| Numéro de l'épisode | Numéro de l'épisode | Numéro de l'épisode | Titre de l'épisode    | Titre de l'épisode                  | Réalisation      | Scénario                                | Date de 1ère diffusion | Date de 1ère diffusion    |
| en général          | dans la saison | de production       | États-Unis            | France                              | Réalisation      | Scénario                                | États-Unis             | France                    |
| ------------------- | --- | ------------------- | --------------------- | ----------------------------------- | ---------------- | --------------------------------------- | ---------------------- | ------------------------- |
| 34                  | 3.01 | 224                 | The Other Side [1/2]  | Alex contre Alex [1/2]              | Jeff Blyth       | Ken Lipman & Thomas W. Lynch            | Samedi 5 octobre 1996  | Lundi 16 février 1998     |
| 34                  | Après avoir été aspergée par le nouveau composé « GC-Divide » de l'usine, une seconde Alex se forme à partir de l'originale. Cette nouvelle Alex se révèle rapidement être une enfant cruelle et égocentrique, laissant la gentille Alex piégée dans un chantier de démolition pendant qu'elle s'échappe.                       |                     |                       |                                     |                  |                                         |                        |                           |
| 35                  | 3.02 | 225                 | The Other Side [2/2]  | Alex contre Alex [2/2]              | Jeff Blyth       | Ken Lipman & Thomas W. Lynch            | Mardi 8 octobre 1996   | Mardi 17 février 1998     |
| 35                  | Alex se retrouve en danger lorsque son double maléfique commence à semer le chaos dans Paradise Valley. |                     |                       |                                     |                  |                                         |                        |                           |
| 36                  | 3.03 | 219                 | Working               | La Machine infernale                | Paul Hoen        | Mindy Schneider                         | Jeudi 10 octobre 1996  | Jeudi 19 février 1998     |
| 36                  | Alex et Robyn obtiennent un nouvel emploi dans un magasin de vidéo local mais ignorent que Vince et Dave l'ont équipé d'un détecteur de GC-161. |                     |                       |                                     |                  |                                         |                        |                           |
| 37                  | 3.04 | 222                 | Operation: Breakout   | Opération liberté                   | Paul Hoen        | Burk Sauls                              | Mardi 15 octobre 1996  | Vendredi 3 janvier 1997   |
| 37                  | La nouvelle stratégie de Danielle Atron pour que l'enfant de l'incident se révèle est de prétendre que l'usine l'a déjà trouvé. Incapable de démentir la rumeur, Alex s'y infiltre seule. |                     |                       |                                     |                  |                                         |                        |                           |
| 38                  | 3.05 | 223                 | The Neighbor          | Le Voisin                           | David Straiton   | Bernie Ancheta                          | Jeudi 17 octobre 1996  | Mardi 24 février 1998     |
| 38                  | Alors que des résidents de Paradise Valley se plaignent de la pollution imprudente de l'usine, Alex est convaincue que son nouveau voisin est un espion de l'usine. |                     |                       |                                     |                  |                                         |                        |                           |
| 39                  | 3.06 | 226                 | Images                | Les Amoureux                        | Sean McNamara    | Ken Lipman & Thomas W. Lynch            | Mardi 22 octobre 1996  | Mercredi 25 février 1998  |
| 39                  | Alex s'inscrit au personnel du trombinoscope du collège en tant que photographe pour obtenir des crédits supplémentaires pour le cours d'anglais. Elle découvre alors que son béguin, Scott, y travaille également. |                     |                       |                                     |                  |                                         |                        |                           |
| 40                  | 3.07 | 303                 | Big Ray               | Magic Ray                           | Paul Hoen        | Matt Dearborn                           | Jeudi 24 octobre 1996  | Samedi 20 décembre 1997   |
| 40                  | Ray s'est fait un nouveau groupe d'amis parmi les basketteurs locaux, et commence à délaisser Alex. Pendant ce temps, le père d'Alex doit s'occuper du nouveau chercheur de l'usine, Lars Fredrickson. |                     |                       |                                     |                  |                                         |                        |                           |
| 41                  | 3.08 | 302                 | New World Order       | Une question de piment              | Jeff Blyth       | Matt Dearborn                           | Mardi 29 octobre 1996  | Lundi 22 décembre 1997    |
| 41                  | Alex découvre une réaction inhabituelle entre la recette de curry de sa mère et son corps altéré chimiquement : des accès temporaires de super-force. Elle doit maintenant maîtriser sa force avant que Kelly ne puisse la filmer.                                                                                              |                     |                       |                                     |                  |                                         |                        |                           |
| 42                  | 3.09 | 301                 | Bubbling Over         | Comme un mal au cœur                | Paul Hoen        | Ken Lipman                              | Mardi 5 novembre 1996  | Mardi 23 décembre 1997    |
| 42                  | Pourquoi Alex crache-t-elle des bulles sans raison apparente ? Malheureusement, Annie est incapable ds trouver la réponse, car elle est trop bouleversée par sa rupture avec Bryce. |                     |                       |                                     |                  |                                         |                        |                           |
| 43                  | 3.10 | 304                 | Muckraker             | Feuille de chou                     | Allison Liddi    | Danielle Gantner                        | Jeudi 7 novembre 1996  | Mercredi 24 décembre 1997 |
| 43                  | Alex veut pimenter le journal de l'école, mais Louis pousse son travail de reporter trop loin. Pendant ce temps, la mère d'Alex s'est réinscrite à l'université et a des conflits avec son professeur. |                     |                       |                                     |                  |                                         |                        |                           |
| 44                  | 3.11 | 305                 | Bad Girl              | La Rebelle                          | Lizzie Borden    | Ken Lipman                              | Mardi 12 novembre 1996 | Vendredi 26 décembre 1997 |
| 44                  | Alex se lie d'amitié avec la nouvelle élève, qui a un style unique qu'elle essaie d'imiter. Pendant ce temps, Vince se fait virer de l'Usine pour ses erreurs répétées, et il est plus déterminé que jamais à identifier Alex.                                                                                                  |                     |                       |                                     |                  |                                         |                        |                           |
| 45                  | 3.12 | 306                 | The Understudy        | La Doublure                         | Allison Liddi    | Neil Landau                             | Jeudi 14 novembre 1996 | Samedi 27 décembre 1997   |
| 45                  | Ray, avec l'aide de Louis, parvient à impressionner une nouvelle fille, mais son charme superficiel ne dure pas éternellement. Annie commence son stage à l'usine. |                     |                       |                                     |                  |                                         |                        |                           |
| 46                  | 3.13 | 309                 | Mystery Man           | Double vie                          | Paul Hoen        | John Truby & Tim Ryan                   | Mardi 19 novembre 1996 | Lundi 29 décembre 1997    |
| 46                  | Qui est exactement l'animateur radio le plus populaire de Paradise Valley ? Alex et Ray décident de le découvrir. |                     |                       |                                     |                  |                                         |                        |                           |
| 47                  | 3.14 | 308                 | Chemistry             | Juliette cherche Roméo              | Diane Wynter     | Julia Poll                              | Jeudi 21 novembre 1996 | Mardi 30 décembre 1997    |
| 47                  | L'habitude d'Alex de briller littéralement lorsqu'elle est soumise à un stress émotionnel met en péril ses chances d'avoir un beau garçon au collège. |                     |                       |                                     |                  |                                         |                        |                           |
| 48                  | 3.15 | 307                 | A Room of Her Own     | Des envies d’indépendance           | Paul Hoen        | Kati Rocky                              | Mardi 26 novembre 1996 | Mercredi 31 décembre 1997 |
| 48                  | Annie occupe la chambre qu'elle partage avec Alex pour loger un collègue de laboratoire. Souhaitant préserver son intimité, Alex riposte en s'installant dans le cabanon du jardin. |                     |                       |                                     |                  |                                         |                        |                           |
| 49                  | 3.16 | 310                 | Spivey                | Appelez-moi Spivey                  | David Straiton   | Matt Dearborn                           | Mardi 3 décembre 1996  | Jeudi 1er janvier 1998    |
| 49                  | Louis est déterminé à faire bonne impression auprès de son vieil ami Spivey. Mais cette démarche met en péril le travail d'Alex dans la beignetterie. |                     |                       |                                     |                  |                                         |                        |                           |
| 50                  | 3.17 | 311                 | Woman of the Year     | Ne pas mélanger                     | Jeff Blyth       | Vance DeGeneres                         | Jeudi 5 décembre 1996  | Vendredi 2 janvier 1998   |
| 50                  | Le concours « Femme de l'année » de Paradise Valley est un véritable nid à corruption, et Alex veut découvrir ce qui se trame exactement. Cependant, son attitude prend une tournure intolérable lorsqu'elle boit une boisson préparée par Vince avec un réactif chimique du GC-161.                                            |                     |                       |                                     |                  |                                         |                        |                           |
| 51                  | 3.18 | 312                 | Twelve and a Half     | La Petite sœur                      | Paul Hoen        | Matt Dearborn                           | Mardi 10 décembre 1996 | Samedi 3 janvier 1998     |
| 51                  | Alex supporte une admiratrice de la cinquième, tandis que la tentative de Vince d'espionner les Mack se retourne contre lui lorsqu'il se retrouve coincé dans la bouche d'aération. |                     |                       |                                     |                  |                                         |                        |                           |
| 52                  | 3.19 | 313                 | The Test              | Une rentrée sous haute surveillance | Allison Liddi    | Mindy Schneider                         | Jeudi 26 décembre 1996 | Mercredi 7 janvier 1998   |
| 52                  | Alex est enfin arrivée au lycée, mais les tests de niveau s'avèrent trop difficiles à gérer. Déterminée à réussir à tout prix, elle triche. Dave, quant à lui, a pris des cours d'espionnage dans l'espoir de retrouver la victime de l'accident. Mais lorsqu'il la retrouve, Dave se retrouve face à un dilemme moral crucial. |                     |                       |                                     |                  |                                         |                        |                           |
| 53                  | 3.20 | 314                 | The Creeper           | À chacun son style                  | Matt Dearborn    | Matt Dearborn                           | Jeudi 2 janvier 1997   | Mercredi 14 janvier 1998  |
| 53                  | Alex se retrouve déchirée entre ses anciens amis et un nouvel ami qui est généralement impopulaire auprès de tout le monde. |                     |                       |                                     |                  |                                         |                        |                           |
| 54                  | 3.21 | 315                 | Triangle              | Tout se complique                   | Paul Hoen        | Jennifer Wharton                        | Mardi 18 février 1997  | Mercredi 21 janvier 1998  |
| 54                  | Alex et Annie ont tous les deux trouvé un nouveau petit ami. Le seul problème… c'est qu'ils sont tous les deux le même garçon ! |                     |                       |                                     |                  |                                         |                        |                           |
| 55                  | 3.22 | 316                 | Friends Like That     | Amis ou ennemis ?                   | Jeff Blyth       | Neil Landau                             | Jeudi 20 février 1997  | Mercredi 28 janvier 1998  |
| 55                  | Alex s'est fait une nouvelle amie nommée Grace, mais elle ne réalise pas que « l'étudiante » est en fait une autre espionne de l'usine. |                     |                       |                                     |                  |                                         |                        |                           |
| 56                  | 3.23 | 317                 | BMX                   | Chappy                              | Patrick Williams | Matt Dearborn                           | Mardi 25 février 1997  | Mercredi 4 février 1998   |
| 56                  | Lors d'une promenade à vélo, Alex et Ray rencontrent dans les bois un vieil ermite qui avoue être le créateur du GC-161. Lorsque Lars apprend son existence, il engage Vince pour faire taire l'ermite et protéger les intérêts de Danielle Atron.                                                                              |                     |                       |                                     |                  |                                         |                        |                           |
| 57                  | 3.24 | 318                 | Nightmare in Paradise | Un monde de brutes                  | Allison Liddi    | Magda Liolis                            | Jeudi 25 février 1997  | Mercredi 11 février 1998  |
| 57                  | Les pouvoirs et l'intelligence d'Alex sont mis à rude épreuve lorsqu'une brute de l'école locale commence à s'en prendre à elle. Pendant ce temps, la tentative d'Annie de transmettre du matériel lié au GC-161 à son père met George sous le feu des soupçons.                                                                |                     |                       |                                     |                  |                                         |                        |                           |
| 58                  | 3.25 | 319                 | Cheers                | Les Majorettes                      | Shawn Levy       | Kati Rocky & Ken Lipman & Matt Dearborn | Mardi 4 mars 1997      | Samedi 14 février 1998    |
| 58                  | Alex a intégré l'équipe de pom-pom girls, mais elle préfère sa vie insouciante aux avantages de la gloire. À l'Usine, Louis donne à Annie une disquette pour un nouveau jeu informatique qu'il a créé, qu'elle confond sans le savoir avec une disquette de ses recherches sur le GC-161.                                       |                     |                       |                                     |                  |                                         |                        |                           |

## Saison 4 (1997-1998)
Les vingt épisodes de la saison 4 sont synthétisés dans le tableau ci-dessous:
| Numéro de l'épisode | Numéro de l'épisode | Numéro de l'épisode | Titre de l'épisode      | Titre de l'épisode               | Réalisation      | Scénario                                  | Date de 1ère diffusion  | Date de 1ère diffusion    |
| en général          | dans la saison | de production       | États-Unis              | France                           | Réalisation      | Scénario                                  | États-Unis              | France                    |
| ------------------- | --- | ------------------- | ----------------------- | -------------------------------- | ---------------- | ----------------------------------------- | ----------------------- | ------------------------- |
| 59                  | 4.01 | 401                 | Driving                 | Le Permis de conduire            | Patrick Williams | Danielle Gantner                          | Mardi 23 septembre 1997 | Samedi 5 septembre 1998   |
| 59                  | Alex veut disposer de sa propre voiture. C'est pourquoi elle prend un emploi dans une société de distribution dirigée par le père de Louis. |                     |                         |                                  |                  |                                           |                         |                           |
| 60                  | 4.02 | 402                 | Green Day               | De si délicieux beignets         | Matt Dearborn    | Matt Dearborn                             | Jeudi 25 septembre 1997 | Samedi 12 septembre 1998  |
| 60                  | Malgré l'amitié entre Alex et Robyn, le groupe écologiste de cette dernière met en cause le travail d'Alex à la boutique de beignetterie. |                     |                         |                                  |                  |                                           |                         |                           |
| 61                  | 4.03 | 320                 | Camping                 | Un grand bol d’air               | Paul Hoen        | Danielle Gantner                          | Mardi 30 septembre 1997 | Samedi 29 août 1998       |
| 61                  | Alex et sa vieille rivale Kelly sont coincées comme monitrices de colonie de vacances. Lorsque les deux filles se retrouvent en danger, elles réalisent cependant que de l'amitié entre elles serait loin d'être une si mauvaise chose. |                     |                         |                                  |                  |                                           |                         |                           |
| 62                  | 4.04 | 321                 | Ashley                  | Chère tante Ashley               | Jeff Blyth       | Matt Dearborn                             | Jeudi 2 octobre 1997    | Lundi 31 août 1998        |
| 62                  | Lorsque sa tante Ashley vient lui rendre visite, Alex est immédiatement séduite par son attitude optimiste et enjouée envers la vie. |                     |                         |                                  |                  |                                           |                         |                           |
| 63                  | 4.05 | 322                 | Oscar                   | Les Incroyables pouvoirs d'Oscar | Paul Hoen        | Ken Lipman                                | Mardi 7 octobre 1997    | Lundi 31 août 1998        |
| 63                  | Oscar, le chimpanzé amélioré par GC-161, est de retour et Alex a du mal à le cacher à Vince et à ses parents. |                     |                         |                                  |                  |                                           |                         |                           |
| 64                  | 4.06 | 324                 | Foot Fault              | Faute de pied                    | Shawn Levy       | Matt Dearborn                             | Jeudi 9 octobre 1997    | Mardi 1er septembre 1998  |
| 64                  | En cherchant des OVNI, Louis filme sans le savoir les pouvoirs d'Alex. De son côté celle-ci essaie de convaincre son père de surmonter sa peur du bowling. |                     |                         |                                  |                  |                                           |                         |                           |
| 65                  | 4.07 | 326                 | The Switch              | Qui est qui ?                    | Allison Liddi    | Neil Landau                               | Mardi 14 octobre 1997   | Mardi 1er septembre 1998  |
| 65                  | A la suite d'un étrange accident, Alex et sa mère échangent leurs corps, les laissant toutes deux sous le choc et la confusion. |                     |                         |                                  |                  |                                           |                         |                           |
| 66                  | 4.08 | 323                 | The Storm               | Par une soirée d’orage           | Jeff Blyth       | Ken Lipman                                | Jeudi 16 octobre 1997   | Mercredi 2 septembre 1998 |
| 66                  | Alors qu'une tempête souffle dehors, Alex et Annie se remémorent tout ce qui s'est passé depuis qu'Alex a obtenu ses pouvoirs. |                     |                         |                                  |                  |                                           |                         |                           |
| 67                  | 4.09 | 325                 | Leaving                 | Tout ira bien                    | Bill Scarlet     | Ken Lipman                                | Mardi 21 octobre 1997   | Samedi 28 février 1998    |
| 67                  | Alors qu'Annie se prépare à partir à l'université, les récents exploits d'Alex pour amener une femme malade à l'hôpital éveillent les soupçons de Danielle Atron. |                     |                         |                                  |                  |                                           |                         |                           |
| 68                  | 4.10 | 327                 | Senora Garcia           | Señora Garcia                    | Paul Hoen        | Danielle Gantner                          | Jeudi 23 octobre 1997   | Samedi 19 septembre 1998  |
| 68                  | Alex se sent responsable du licenciement de son professeur d'espagnol, mais est-elle vraiment à blâmer ? |                     |                         |                                  |                  |                                           |                         |                           |
| 69                  | 4.11 | 328                 | The Doctor              | Le Stratagème                    | Allison Liddi    | Matt Dearborn                             | Mardi 28 octobre 1997   | Samedi 26 septembre 1998  |
| 69                  | Alex doit bientôt passer une visite médicale à laquelle elle veut absolument échapper. Après tout, son ADN modifié révèlerait trahirait sans équivoque au médecin qu'elle n'est pas tout à fait ordinaire. |                     |                         |                                  |                  |                                           |                         |                           |
| 70                  | 4.12 | 329                 | The Band                | Rêve de gloire                   | Jeff Blyth       | Kati Rocky                                | Mardi 4 novembre 1997   | Samedi 3 octobre 1998     |
| 70                  | Alex, Ray et Louis décident de former un groupe, mais se rendent compte que la vie d'un rocker est loin d'être aussi facile qu'on pourrait le penser. |                     |                         |                                  |                  |                                           |                         |                           |
| 71                  | 4.13 | 330                 | Things Change           | Les Choses changent              | Shawn Levy       | Ken Lipman                                | Jeudi 6 novembre 1997   | Samedi 10 octobre 1998    |
| 71                  | Ray a une nouvelle petite amie, mais il n'en a pas parlé à Alex. Mais lorsqu'Alex l'apprend, sa jalousie envers son meilleur ami se révèle. |                     |                         |                                  |                  |                                           |                         |                           |
| 72                  | 4.14 | 403                 | The Return              | Règlements de compte             | Paul Hoen        | Ken Lipman                                | Mardi 18 novembre 1997  | Samedi 17 octobre 1998    |
| 72                  | Hunter, un nouveau venu, arrive en ville et Alex parvient à se lier d'amitié avec lui. Cependant, il semble s'intéresser au lien entre Danielle Atron et GC-161. |                     |                         |                                  |                  |                                           |                         |                           |
| 73                  | 4.15 | 404                 | Friendly Fire           | Le Feu de l’amitié               | Paul Hoen        | Kati Rocky                                | Jeudi 20 novembre 1997  | Samedi 24 octobre 1998    |
| 73                  | Pendant l'absence de ses parents, Robyn emménage chez Alex, mais les choses se passent différemment de ce qu'elle l'avait imaginé. Pendant ce temps, George tente de comprendre pourquoi Dave lui laisse des enveloppes remplies d'informations confidentielles sur le GC-161 qu'il n'est pas censé connaître. |                     |                         |                                  |                  |                                           |                         |                           |
| 74                  | 4.16 | 405                 | Lies and Secrets        | Un secret trop longtemps gardé   | Shawn Levy       | Danielle Gantner & Ken Lipman             | Mardi 25 novembre 1997  | Samedi 14 novembre 1998   |
| 74                  | Ayant appris l'accident, Hunter se concentre désormais sur la recherche de la victime, dans l'espoir de se rapprocher de son objectif. Que peut faire Alex ? |                     |                         |                                  |                  |                                           |                         |                           |
| 75                  | 4.17 | 406                 | Without Feathers        | Un mélange spécial               | Matt Dearborn    | Matt Dearborn                             | Mardi 2 décembre 1997   | Samedi 21 novembre 1998   |
| 75                  | Alex joue les entremetteuse : en compagnie d'Hunter, elle organise un rendez-vous entre Louis et Hannah Mercury. Ray, quant à lui, est occupé par son nouveau travail dans un restaurant chic. |                     |                         |                                  |                  |                                           |                         |                           |
| 76                  | 4.18 | 409                 | 24 Hours                | Une journée d’enfer              | Allison Liddi    | Matt Dearborn                             | Jeudi 4 décembre 1997   | Samedi 7 novembre 1998    |
| 76                  | Pourquoi tout Paradise Valley se comporte-t-il bizarrement en présence d'Alex ? Quelqu'un l'a-t-il dénoncée à l'usine, ou y a-t-il autre chose en jeu ? Il se trouve que les habitants de la ville font une farce à Alex, mais elle croit que tout est vrai. |                     |                         |                                  |                  |                                           |                         |                           |
| 77                  | 4.19 | 407                 | Paradise Lost [1/2]     | L’Antidote [1/2]                 | Paul Hoen        | Ken Lipman & Thomas W. Lynch & Ken Lipman | Mardi 13 janvier 1998   | Samedi 28 novembre 1998   |
| 77                  | Danielle Atron est sur le point de commercialiser ses boissons minceur enrichies au GC-161. Pendant ce temps, Louis découvre l'existence d'Alex. Bien qu'il jure de garder le secret, il se montre beaucoup moins prudent que les autres et permet à Lars et Danielle Atron de découvrir le secret d'Alex. Celle-ci est enlevée, ainsi que ses parents, et emmenée à l'usine. |                     |                         |                                  |                  |                                           |                         |                           |
| 78                  | 4.20 | 408                 | Paradise Regained [2/2] | L’Antidote [2/2]                 | Paul Hoen        | Ken Lipman & Thomas W. Lynch & Ken Lipman | Jeudi 15 janvier 1998   | Samedi 12 décembre 1998   |
| 78                  | Après avoir été capturée, Alex se retrouve piégée à l'intérieur de l'usine avec ses parents à qui révèle ses pouvoirs. Pendant ce temps, Danielle Atron complote pour faire exploser l'usine avec Alex et ses parents à l'intérieur afin d'éliminer toute preuve la reliant au GC-161. Avec l'aide de Ray et Hunter, Alex et ses parents sont secourus avant que l'usine n'explose et Danielle Atron et Lars sont arrêtés. Alex retrouve Dave, qui avait alerté la FDA au sujet du GC-161, et le remercie pour avoir protégé son secret alors qu'il était au courant. Plus tard, George donne à Alex un antidote au GC-161, qu'il a secrètement développé, mais on ignore si elle le prend ou non. |                     |                         |                                  |                  |                                           |                         |                           |